# Wapen van Hantum

Wapen van Hantum

Het wapen van Hantum is het dorpswapen van het Nederlandse dorp Hantum, in de Friese gemeente Noardeast-Fryslân. Het wapen werd in 1988 geregistreerd.

## Beschrijving
De blazoenering van het wapen luidt als volgt:
Rechtsgeschuind van zilver en keel, het zilver beladen met een eikel van keel, het keel beladen met drie penningen van goud.
De heraldische kleuren zijn: zilver (zilver), keel (rood) en goud (goud).

## Symboliek
- Schuine indeling: verwijst naar het wapen van Westdongeradeel, de gemeente waar het dorp eertijds deel van uitmaakte.[3]
- Kleurstelling: ontleend van het wapen van het bisdom Utrecht dat in 1335 een altaar stichtte in de Nicolaaskerk van Hantum.[3]
- Drie penningen: symbool voor Nicolaas van Myra, patroonheilige van de kerk van Hantum.[3]
- Eikel: ontleend aan het wapen van het geslacht Hettinga, dat de plaatselijke Tjallinga State bewoonde.[3]

Het wapen van Westdongeradeel.

## Zie ook

Vlag van Hantum